# Willy Polleunis
Willy Polleunis (ur. 27 grudnia 1947 w Hasselt) – belgijski lekkoatleta, długodystansowiec, trzykrotny olimpijczyk.
Wystąpił na igrzyskach olimpijskich w 1968 w Meksyku, ale nie ukończył biegu na 10 000 metrów. Na igrzyskach olimpijskich w 1972 w Monachium zajął 14. miejsce w finale biegu na 10 000 metrów oraz odpadł w eliminacjach biegu na 5000 metrów.
Zdobył srebrny medal w biegu na 3000 metrów na halowych mistrzostwach Europy w 1973 w Rotterdamie, za swym rodakiem Emielem Puttemansem. Na mistrzostwach świata w biegach przełajowych w 1973 w Waregem zajął 5. miejsce indywidualnie, a drużynowo zwyciężył wraz z kolegami z Belgii.
Zwyciężył w biegu eliminacyjnym na 5000 metrów na mistrzostwach Europy w 1974 w Rzymie, ale w finale zajął ostatnie 15. miejsce. Nie ukończył biegu na 10 000 metrów na tych mistrzostwach.
Zdobył srebrny medal w drużynie na mistrzostwach świata w biegach przełajowych w 1976 w Chepstow, a indywidualnie był 27. Na igrzyskach olimpijskich w 1976 w Montrealu zajął 6. miejsce w finale biegu na 5000 metrów. Zwyciężył w drużynie na mistrzostwach świata w biegach przełajowych w 1977 w Düsseldorfie, a indywidualnie był 22. Odpadł w eliminacjach biegu na 5000 metrów na mistrzostwach Europy w 1978 w Pradze. Zajął 59. miejsce na mistrzostwach świata w biegach przełajowych w 1979 w Limerick.
Był złotym medalistą mistrzostw Belgii w biegu na 5000 metrów w 1976 i 1979, w biegu na 10 000 metrów w 10 000 metrów oraz w biegu przełajowym w 1971, 1973 i 1978. Został międzynarodowym mistrzem Polski w biegu na 5000 metrów w 1974.

## Rekordy życiowe
- bieg na 3000 metrów (stadion) – 7:44,35 (1 września 1976, Kolonia)
- bieg na 2 mile – 8:22,15 (15 września 1978, Londyn)
- bieg na 5000 metrów – 13:23,2 (8 września 1979, Leuven)
- bieg na 10 000 metrów – 28:07,6 (14 września 1973, Bruksela)
- bieg na 20 000 metrów – 58:22,2 (20 września 1972, Bruksela)
- bieg godzinny – 20 525 m (20 września 1972, Bruksela)
- bieg na 3000 metrów (hala) – 7:51,86 (11 marca 1973, Rotterdam)